# Wayne Cooper (basket-ball)
Pour les articles homonymes, voir Wayne Cooper.
Wayne Cooper, né le 16 novembre 1956 à Milan en Géorgie et mort le 11 avril 2022, est un joueur et entraîneur américain de basket-ball. Il évoluait au poste de pivot.